# Schalwa Mschwelidse
Schalwa Mschwelidse (georgisch შალვა მშველიძე, auch შალვა მიხეილის ძე მშველიძე, Schalwa Micheilis Dse Mschwelidse; russisch Шалва Михайлович Мшвелидзе, Schalwa Michailowitsch Mschwelidse, wiss. Transliteration Šalva Michajlovič Mšvelidze; englische Schreibweise Shalva Mshvelidze; * 15. Maijul. / 28. Mai 1904greg. in Tiflis, Russisches Kaiserreich; † 5. März 1984 ebenda, Georgische SSR, Sowjetunion) war ein georgisch-sowjetischer Komponist, Hochschullehrer und Musikethnologe.

## Leben
Mschwelidse studierte am Konservatorium Tiflis Komposition bei Michail Bagrinowski (1885–1966) und Sargis Barchudarjan. Nach dem Abschluss 1930 ging er ans Leningrader Konservatorium und absolvierte dort bis 1933 noch ein Postgraduierten-Studium bei Wladimir Schtscherbatschow, Maximilian Steinberg, Juri Tjulin und Pjotr Rjasanow. Bereits ab 1929 begann er am Konservatorium Tiflis zu unterrichten und lehrte dort bis 1984, seit 1942 als Professor, später als Leiter der Kompositionsabteilung, als Dekan, als Vize- und schließlich als Rektor des Hauses. Er war von 1940 bis 1951 Vorsitzender des georgischen Komponistenverbands und von 1948 bis 1979 Vorstandsmitglied im Komponistenverband der UdSSR. Außerdem leitete er von 1947 bis 1950 das georgische Lied- und Tanzensemble und war 1950 bis 1952 Dirigent am Staatlichen Sacharia-Paliaschwili-Theater für Oper und Ballett.

## Schaffen
Als Musikethnologe leistete Mschwelidse in der volksmusikalischen Feldforschung Pionierarbeit und bereiste dazu von 1927 bis 1934 zahlreiche Regionen Georgiens, darunter die Pshavi-Region, Swanetien, Kachetien, Mingrelien und Gurien. Seine damaligen Aufzeichnungen auf Wachszylinder wurden vom International Research Center for Traditional Polyphony am Konservatorium Tiflis digitalisiert und als CD-Sammlung unter dem Titel Echoes From Past zugänglich gemacht.
Mit seinem kompositorischen Schaffen zählt Mschwelidse zu den wichtigen Vertretern der ersten georgischen Komponistengeneration. Er hinterließ Opern, Oratorien, 6 Sinfonien (1943–1981), 4 sinfonische Dichtungen, ferner Kammer-, Vokal- und Filmmusik. Stilistisch versuchte er, Tradition mit Moderne zu verbinden und mit Klängen der georgischen Volksmusik auch größere klassische Formen zu gestalten. Sein spezielles Interesse galt dabei u. a. der Folklore der Pshavi-Bergregion. Der monodische, improvisatorische Charakter dieser Klänge und ihre phrygische Färbung beeinflussten seine Musiksprache, insbesondere die von ihm als Pshava-Modus bezeichnete Skala mit erhöhter sechster Stufe. Darüber hinaus gilt Mschwelidse als einer der Begründer der epischen Sinfonik in seinem Land. Er vertonte auch Stoffe und Motive aus Werken georgischer Dichter wie Wascha-Pschawela (Zviadauri, 1940), Schota Rustaweli (Story on Tariel, 1946) und Konstantine Gamsachurdia (A Magic Hand of a Master, 1949).
Als Hochschullehrer am Konservatorium hinterließ er Schriften über die Volksmusik nicht nur in Georgien, sondern auch in Indien und Burma, außerdem ein Buch über Orchestrierung (1965).

## Auszeichnungen
Er erhielt zahlreiche Preise und Ehrungen, wurde als Verdienter Künstler (1941) und Volkskünstler der Georgischen (1958) und Abchasischen SSR ausgezeichnet. Außerdem erhielt er den Stalinpreis (1942, 1947), den Orden des Roten Banners der Arbeit (1946, 1953), den Leninorden (1964), den Paliaschwili-Preis (1971) und den Orden der Völkerfreundschaft (1974). Neben diesen sowjetischen Preisen wurde er auch mit dem Nehru-Staatspreis von Indien (1973) ausgezeichnet.